# Asociación de Críticos de Cine de Boston
La Asociación de Críticos de Cine de Boston (BSFC) (Boston Society of Film Critics) es una organización de críticos de cine de Boston, Massachusetts, Estados Unidos, creada en 1981.
Cada año otorgan los premios de la Asociación de Críticos de Cine de Boston. Se premian las siguientes categorías:
- Mejor actor
- Mejor actriz
- Mejor reparto
- Mejor director
- Mejor película
- Mejor película en lengua extranjera
- Mejor guion original
- Mejor actor de reparto
- Mejor actriz de reparto
- Mejor fotografía
- Mejor guion adaptado
- Mejor documental
- Mejor selección de ensemble cast
- Mejor director novel